# 定量市場調查
定量市場調查，亦稱定量市場研究，是把定量研究方法應用至市場調查。建基於實證主義，並且跟隨現代市場營銷觀點中，認為市場營銷是買賣雙方達致共識的 "4P" 理論：產品、價格、促銷和地點。
作為社會研究一種，研究一般牽涉建立問卷和量化指標。受訪者按指示完成問卷。研究員和營銷從業員分析數據，從而了解受訪者和市場，以及制訂策略和營銷計劃。

## 一般程序
研究過程大致分為五個主要步驟： 
1. 定義問題
2. 設計研究
3. 收集數據
4. 分析數據
5. 撰寫報告及匯報

這些步驟的細則如下：
1. 定義研究命題－問題是甚麼？問題有幾個面向？需要甚麼資訊？
2. 概念化和操作化－問題如何定義為概念？如何操作概念以獲得可觀察和可量度的資訊？
3. 建立假說－應該測試哪些現象？
4. 設計研究－應該採用哪種方法？例如，問卷或是面談？
5. 設計問卷－詢問哪些問題？順序？
6. 設計量化指標－受訪者應以甚麼方式回答？開放式回答或是選擇預設選項？
7. 設計抽樣－總體是甚麼？樣本量？如何抽樣？
8. 收集數據－使用甚麼方法？郵寄、電話、面訪、互聯網？
9. 編碼和整理數據－為原始數據進行處理，使之可用於統計方法和直接回應研究主旨。例如，為受訪者的文字答案轉為數字、檢查回答是否前後一致、加權等等。
10. 統計分析－多角度描述和分析數據，例如歸納樣本的結論以認識總體、計算差異是否顯著。
11. 理解和整合結果－結論是甚麼？意義何在？這些結果與其他類此的研究有甚麼關連？
12. 撰寫報告－報告通常分為摘要、研究目的、研究方法、主要結果、詳細圖表。

## 統計分析
定量市場調查收集的數據可以統計學原理分析，分為描述性和推論性。方法與社會統計調查類同，不論何種情況，統計分析必須考慮以下可能出現的誤差：

### 效度和信度
研究必須考慮概括性、信度和效度。
概括性是指在何種程度上，研究員適宜把樣本結果推論至總體。
信度是指是測量方法的品質，即對同一現象進行重複觀察之後，獲得一致結果的程度。
效度是指測量方式能否如實反映所欲測量或衡量標的的程度。

### 不同種類的誤差
隨機抽樣誤差：
- 樣本量太少
- 樣本並不代表總體
- 使用不良的抽樣方法
- 隨機誤差：由於抽樣訪問，無可避免與總體存有一定差異

研究設計誤差：
- 存有偏見
- 儀器本身誤差
- 分析數據誤差
- 抽樣框誤差
- 錯誤定義總體
- 量度方法誤差
- 問卷設計不良

訪問員誤差：
- 錯誤記錄受訪者答案
- 作弊
- 錯誤發問
- 選擇受訪者誤差

受訪者誤差：
- 無反應誤差
- 無能力回答誤差
- 說謊、忘記、記錯

假說檢定錯誤：
- 第一型錯誤：
  - 虛無假設事實上成立，但統計檢驗的結果不支持虛無假設（拒絕虛無假設）。例如驗孕棒錯誤指出一位未懷孕的女士「已懷孕」，即是假陽性。
- 第二型錯誤：
  - 虛無假設事實上不成立，但統計檢驗的結果支持虛無假設（沒有拒絕虛無假設）。例如驗孕棒錯誤指出一位孕婦「未懷孕」，即是假陰性。

## 另見
- 定性市場調查
- 定量研究
- 市場調查
- 資料探勘
- 問卷
- SPSS